# Parahyaenodon argentinus
Parahyaenodon argentinus (del gr. "cercano al diente de hiena argentino") es una especie extinta de mamífero carnívoro posiblemente prociónido, que habitaró Argentina durante el Mioceno tardío y el Plioceno temprano. Pertenece al género Parahyaenodon.

## Descripción
Parahyaenodon argentinus, está basado en el holotipo MACN-Pv 8073, hallado en la formación Monte Hermoso, en la provincia de Buenos Aires, Argentina. Los restos datan del Mioceno tardío-Plioceno temprano, en el piso del Montehermosense. El holotipo consiste un astrágalo, un calcáneo, un canino inferior y otro superior, falanges, un incisivo superior en vista labial, metatarsos, un premolar, entre otros muchos huesos. En 1904, el paleontólogo argentino, Florentino Ameghino, colocó a P. argentinus en Hyaenodontidae, representándolo como un creodonto, aunque, sobre sus características dentarias, otros autores lo colocaron en la subfamilia Borhyaeninae, subfamilia de mamíferos metaterios extintos. La subfamilia extinta Borhyaeninae, estaba representada con los mamíferos esparasodontes metaterios más grandes de América del Sur.
Análisis recientes han determinado sin embargo, que Parahyaenodon no solo no es un borhiénido, sino que en realidad se trata de un tipo de prociónido, familiares del mapache que ya estaban presentes en América del Sur desde finales del Mioceno con los géneros Chapalmalania y Cyonasua. Queda abierta la cuestión de si representa realmente un género diferente de aquellos.